# 小行星9667
小行星9667（9667 Amastrinc）是一颗绕太阳运转的小行星，为主小行星带小行星。该小行星于1997年4月29日发现。

## 轨道参数
小行星9667的轨道半长轴为2.4414056 UA，离心率为0.178。